# Црква Вазнесења Христовог у Рогачици
Црква Вазнесења Христовог у Рогачици, насељеном месту на територији општине Бајина Башта, подигнута је 1847. године. Припада Епархији жичкој Српске православне цркве и представља непокретно културно добро као споменик културе.

## Прошлост
Прве иницијативе за изградњу новог храма у Рогачици, поклапа се временом када је Рогачица постала седиште Соколске нахије, а касније и среза Рачанског, почетком тридесетих година 19. века. У то време у Рогачици је постојала дотрајала црква брвнара. Срески капетан Гајо Вилотијевић Партић је био велики поборник цркве и са мештанима је подржавао идеју о подизању храма „од доброг материјала”. Тек после устоличења нове уставобранитељске власти у Кнежевини Србији, сазрела је намера и нови срески начелник Неша Ђорђевић је половином марта 1843. године је упознао Окружно начелство у Ужицу са тим намерама.
Због бурних догађаја и побуна у Подрињу почетак градње је одложен за две године и у пролеће 1845. године Попечетељсто просвете је одобрило почетак градње. Иако нема поузданих извора, претпоставља се да је црква подигнута по пројекту грађевинских стручњака у тадашњим надлежним министарствима. Исто тако, мајстори који су подизали, готово сигурно су били из Осата, познати као признати неимари и заслужни за подизање великог броја грађевина у србији, Нарочито после Другог српског устанка.
Нова црква посвећена Вазнесењу Христовом завршена је 1847. године и после рашчишћавања градилишта и уклањања остатака старе цркве, по благослову епископа ужичког Никифора Максимовића, освештана је 18. новембра (по старом календару), односно 1. децембра, по новом, исте године.

## Архитектура цркве
Парохијска црква има облик једнобродне грађевине са основом у виду слободног крста и подсећа на храмове рашке школе, али без кубета изнад наоса. Над улазом са западне стране доминира звоник, који се уздиже изнад припрате. Зидана је од камена, а таваница од опеке и омалтерисана кречним малтером.
Спољна дужина брода и апсидалног дела износи близу 15 метара (14,90), а ширина 8,50 метара, Док је распон апсиде (полукружног олтарског зида) 6,50 метара. Унутрашња дужина припрате, наоса и олтара укупно износи 12,40, а унутрашња ширина брода је 6,40, док је распон апсиде 4,20 метара. Висина темена крова брода досеже 8,50 метара, а апсиде 7,20, док висина крова звоника до подножја крста достиже 20,40 метара (за више од пет метара већа је од дужине грађевине). Унутрашња висина од пода до таванице брода износи 7,50 метра, а висина унутрашњости звоника до подножја крова износи 15,75 метара. Висина апсидалног и певничког простора знатно је нижа од таванице црквеног брода.

### Фасада
Фасада има карактеристике архитектонско-пластичне декорације рашког грађевинског стила. Сачињавају је плитки пиластри (четвртасти стубови упола уграђени у зид), спојени луковима, изнад којих се налази ритмичан низ слепих аркадица, који тече око свих страна црквеног брода. Број пиластара на фасади не прати број и распоред унутрашњих пиластара, већ има првенствено декоративну улогу, мада није занемарљива ни њихова функција конструктивних елемената грађевине.

### Унутрашњост
Унутрашњост простора брода са бачвастим сводом подељена је на пет травеја, од којих три припадају наосу, а по један припрати и олтарском простору. Границу између њих чине видно истакнути пиластри, спојени одговарајућим луковима. Горњи део преградног зида између наоса и припрате носе два масивна пиластра. Проскомидија (простор за припремање литургије) и ђаконикон нису одвојени преградним зидом, већ са олтаром чине јединствен простор.
Поред главног улаза (портала), црква има још једна врата на северној страни наоса. На јужној страни наоса налазе се два, а у олтарском делу и северној страни наоса по један прозор. Кров подужног брода је двосливни, а звоник има квадратну основу и четворосливни кров, који се завршава куглом на којој доминира крст, са сваке стране купола звоника има по један прозор.
Из народног памћења сазнаје се да су на црквеном кубету постојала два стара звона, која су опљачкали аустријски војници у Првом светском рату. Сада црква у Рогачици има три звона, прилог Панте Тадића, трговца из Београда, родом из Љештанског.

### Живопис
Унутрашњост цркве у Рогачици има обимну и занимљиву сликарску декорацију. Аутор сликарског ансамбла је ликовни уметник Димитрије Посниковић, који се потписивао са „Димитрије Посник, живописац карловачки”. Према познатом историчару уметности Павлу Васићу, храм је иконописан и живописан 1857. године, из којег је времена остао писани белег на западом зиду у унутрашњости, изнад главног портала:
Во славу свјатаја Тројици при владјевшем благоверном господину књазу серпском Александру Карађорђевићу, благословенијем преосвјашчењејшаго епископа господина Јоаникија, подигоша храм Вазнесенија Господњег ова села: Рогачица, Љештанско, Сијерач, Зарожје, Костојевићи, Јеловик, Јакаљ и Својдруг 1857. године.
Свестрани ликовни уметник, признат и познат, Димитрије Посниковић (Осијек, 1814—Београд, 1891), ученик је гласовитог сликара Димитрија Аврамовића. Приликом осликавања Саборне цркве у Београду, упознао је сликара Милију Марковића, са којим је често сарађивао, посебно за време боравка и свестране активности у ужичком крају, где је радио на живописању храма Светог Ђорђа у Ужицу (1851), манастира Раче (1854) и цркве у Пожеги. Има наговештаја у „Летопису цркве у Рогачици” да је Димитрије Посниковић, заједно са Милијом Марковићем (1812-1877), иконописао и живописао храм Христовог вазнесења.
Иконе и зидне слике храма у Рогачици настале су у периоду у коме је Димитрије Посниковић испољавао сопствени сликарски израз. Међутим, оне су до наших дана доспеле у знатно измењеном изгледу, што је последица таложења чађи, невештог чишћења и неуког премазивања бојом и пресликавања које је урађено 1936. године. Имајући у виду да је настао у истој деценији минулог века, може се претпоставити да је живопис цркве био сличан сликама манастира Раче.
Најбоље очувана дела Димитрија Посниковића, која су у овом храму задржала свој првобитни изглед, представљају две иконе на архијерејском престолу. На левој је приказан Свети Сава, први архиепископ српски, а на десној страни Свети Стефан, српски краљ Стефан Првовенчани. Обе фигуре су дате у фронталном изгледу, у благим покретима главе. У колориту су заступљене црвена, светлољубичаста, пурпурна, зелена, окер и смеђа боја. Иконе су сликане на платну у барокним рамовима.

## Иконостас
На двокрилним царским дверима иконостаса налази се сцена Благовести са Богородицом на левом и арханђелом Гаврилом на десном крилу. Врата проскомидије „носе” фигуру арханђела Михаила, а врата ђаконикона арханђела Гаврила. Ове иконе имају скромни ликовни квалитет. Очигледно је да су пресликаване. Иначе, оне представљају најсветлији део иконостаса; на њима упадљиво доминирају црвена, ружичаста, плава и смеђа боја.
Између царских и бочних двери, на нешто нижем нивоу, у већим димензијама, препознатљиве су иконе Богородице са малим Христом на левој и велика фигура Исуса Христа, мужевног изгледа и црне косе, на десној страни (одећа има заступљену плаву и смеђу боју, а позадина смеђ тон). Ним-буси (ореоли) на овим иконама су сребрнасте боје. Слике на дверима, као и ове две иконе, имају резбарни оквир са биљном орнаментиком.
На следећем делу иконостаса, на левој и десној страни, налазе се два реда икона. У доњем су сцене из циклуса Великих празника. Ту су композиције: Рођење Христово, Крштење Христово, Васкрсење Христово, Вазнесење Христово, Преображење и Духови. У горњем низу налазе се иконе са ликовима апостола. Ту недостаје шеста икона на десној страни. У ликовном изразу портрета светаца преовлађују црвена, зелена и жута боја. Фигуре у доњем реду осликане су у живим покретима. Између крила ова два реда је велика икона Света Тројица. Средишни део иконостаса завршава се великим крстовима, а на врху је Распеће. Испод њега је представа Неурукотвореног образа. Лево стоји слика Богородице, а на десној страни Јована Крститеља.

### Зидни живопис
Зидни живопис је изведен у техници sesso на сувом малтеру. Ликовна и просторна артикулација живописа цркве, иако непотпуна и у измењеном изгледу, сачувана је у сва три дела храма. Слике су прилагођене расположивим површинама: у горњим зонама фигуре су мање, а у доњим низовима издуженије. У најнижем низу јужног зида наоса насликани су ликови: Светог Јована Крститеља, Светог Стефана Архиђакона, Светог великомученика Теодора Торона и једне великомученице. Изнад њих су две непознате фигуре, сцене Благовести, Успење Христово, Успење Богородице и призор из циклуса Христових чуда. У најнижем реду северног зида наоса налазе се слике Светог Пантелејмона, једног непознатог светитеља, Светог Георгија, Светог Димитрија, Светог Киријака Отшелника и Светог Николе. Изнад њих су Васкрсење и Вазнесење Христово. Западни зид наоса покривају ове слике: први ред: Света Параскева, Свети цар Константин и царица Јелена, Свети Кузма и Дамјан и Блага Марија; други ред: портрети српских владара светитеља, а међу њима: Стефан Првовенчани, цар Урош, цар Лазар и четири неутврђена светитеља; трећи ред садржи три неидентификоване композиције.
На источној страни олтарског зида насликани су: Свети Сава, Василије Велики, Глигорије Богослов, Јован Златоуст и један непознати архијереј. У полукалоти олтара налази се велика композиција Богородице са арханђелима Гаврилом и Михаилом. Позадина фигура је прекречена. На таваници олтарског травеја су дванаест медаљона са ликовима апостола.
У пролазу између наоса и припрате смештене су импресивне фреске: Рођење Христово и Вазнесење Христово, а на источном зиду припрате насликане су композиције Богородице са малим Христом на левој и попрсје Христа на десној страни. Две интересантне сцене из циклуса Христових чуда, које се налазе у највишој зони западног травеја наоса, знатно су светлије од осталих слика и подсећају на српско сликарство крајем 13. и почетком 14. века.

## Црквени плац
Црквени плац на којем се налази црква, површине око 80 ари, налази се на благо уздигнутој висоравни Врачара одмах изнад центра варошице. Црквена порта се налази на северозападном делу плаца, ограђена је, а са источне и западне стране налази се по једна капија. У периоду између ратова али и после Дргог светског рата, све дополовине шездесетих година 20. века црквени плац је служио и за потребе школе која се налазила у непосредној близини.
На плацу је раније постојала и мала црквена кућица за коју није познато када је подигнута, која је уклоњена 1960. године. У периоду од 1966. до 1969. године у порти је изграђена нова црквена кућа од тврдог материјала која има три одељења. У исто време су прилазне стазе и ограда око порте.
У порти цркве сахрањено је седам свештеника и Совијана, кћерка среског капетана Петра Рајића, 1855. године.

## Обнова и рестаурација
Између два светска рата, 1936. године, покушана је рестуарација и пресликавање икона које су у знатној мери биле оштећене. Покушај није дао очекиване резултате, пошто се радило нестручно. Тек после проглашења цркве за заштићено непокретно културно добро, 1981. године, уз помоћ надлежних установа интензивнији радови су изведени 1982. и 1983. године, када је обновљена целокупна кровна конструкција, фасада и олуци.